# Dialeurodes cinnamomi
Dialeurodes cinnamomi là một loài côn trùng cánh nửa trong họ Aleyrodidae, phân họ Aleyrodinae.
Dialeurodes cinnamomi được Takahashi miêu tả khoa học đầu tiên năm 1932.